# Papel manteiga

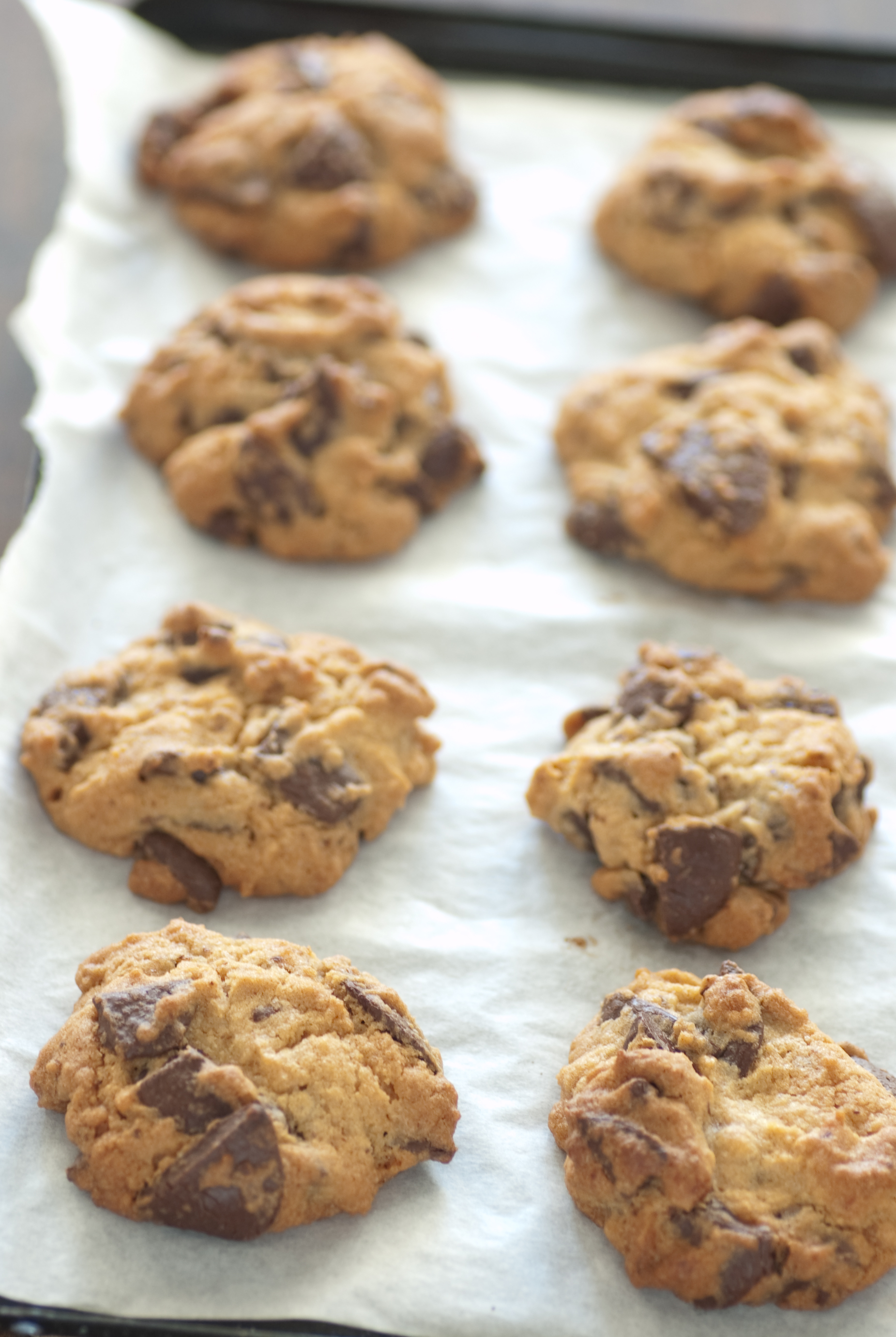
Papel manteiga é muito utilizado na culinária.

O papel manteiga é um tipo de papel translúcido (possui cor leitosa e conta com uma leve transparência) e antiaderente, muito utilizado na culinária.
Entre outras utilidades do papel manteiga, é usado para a elaboração de croquis de desenhos e pinturas artísticas, e antes do advento dos softwares CAD, era utilizado para esboços de desenhos técnicos preliminares ao projeto final, que eram elaborados em papel vegetal.